# Одинцов, Никита Игоревич
Ники́та И́горевич Одинцо́в (род. 17 сентября 1983 года, Волгоград) – директор АНО «Центр стратегических инициатив ФМБА, российский чиновник, экс-гендиректор НП «Чистый Интернет», экс-помощник Министра здравоохранения Российской Федерации, заместитель директора ФГБУ «ВЦМК «Защита», директор ФГБУ «ФРЦ» Минздрава России, член Экспертного совета при Правительстве Российской Федерации, член Координационного совета при Президенте Российской Федерации по реализации Национальной стратегии действий в интересах детей, член Апелляционного комитета Российского футбольного союза.

## Биография
Никита Одинцов родился в Волгограде 17 сентября 1983 года. Закончил Волгоградский государственный технический университет (ВолгГТУ) по специальности «экономист».
С 2003 года занимался пиаром и безопасностью кандидатов на муниципальных, районных и региональных выборах. В 2005–2009 годах работал по профилю, экономистом.
В июне 2010 года был приглашён в Комиссию при Президенте Российской Федерации по модернизации и технологическому развитию экономики России в качестве руководителя проекта i-Russia.ru. С 2010 по июнь 2015 года возглавлял АНО «Модернизация», обеспечивающую деятельность Совета при Президенте Российской Федерации по модернизации экономики и инновационному развитию России. Под его руководством АНО «Модернизация» и i-Russia.ru стали лауреатами Всероссийского конкурса «Премия Рунета» в номинациях «Государство и общество» (2011 год) и «Электронное государство в информационном обществе» (2012 год).
В декабре 2010 года стал одним из организаторов проведения Всероссийского инновационного форума «Россия, вперёд!», за что позже был отмечен благодарностью Президента Российской Федерации Дмитрия Медведева.
Работая Комиссии при Президенте Российской Федерации по модернизации и технологическому развитию экономики России, в сентябре 2011 года Никита Одинцов занял 9 место в ежемесячном Национальном рейтинге присутствия российских политических и общественных деятелей в Интернете Internet Presence Rating, составляемом коммуникационной группой Kremlin Multimedia.
С сентября 2012 года – постоянный член созданного президентским указом Координационного совета при Президенте Российской Федерации по реализации Национальной стратегии действий в интересах детей на 2012–2017 годы. В том же году стал постоянным членом Апелляционного комитета Российского футбольного союза (РФС), а также генеральным директором некоммерческого партнёрства «Чистый Интернет», образованного по инициативе Минкомсвязи России.
С сентября 2014 года – член Экспертного совета при Правительстве
Российской Федерации, в котором специализируется на информационных технологиях, государственных услугах и инновационном развитии.
С июня 2015 года – помощник Министра здравоохранения Российской Федерации.
С декабря 2017 года – заместитель директора ФГБУ «ВЦМК «Защита».
С июля 2019 года – директор ФГБУ «ФРЦ» Минздрава России.
С июня 2021 года – директор АНО «Центр стратегических инициатив ФМБА».
В 2024 году защитил магистерскую диссертацию на базе Московского финансово-промышленного университета на тему «Юридическая защита профессиональной деятельности врачей».

## Общественная деятельность
Является членом наблюдательных, попечительских советов различных форумов, входит в жюри отраслевых конкурсов, таких как:
- Всероссийский конкурс журналистов «Предпринимательство в России: истории, успехи, проблемы»[17];
- Бизнес-форум «Управление изменениями: развитие в условиях неопределённости»[18];
- Петербургский молодёжный международный экономический форум (ММЭФ) в рамках программы ПМЭФ[19];

Кроме того, принимает участие в программе организации богаделен для ветеранов спецслужб России под патронажем Митрополита Тихона (Шевкунова), участвует в благотворительной деятельности фонда «Под флагом добра», Премии «Время инноваций» и других.
В июне 2012 года принял участие в благотворительном футбольном матче на московском стадионе «Лужники», играя в команде Правительства России, которую возглавил в качестве капитана Вице-премьер Аркадий Дворкович, против команды артистов (капитан – топ-модель Наталья Водянова). Среди игроков также присутствовал легенда мирового футбола Самюэль Это’о. Матч продолжался больше часа и завершился вничью – 3:3.
Российские СМИ не оставляют без внимания позицию Никиты Одинцова по различным актуальным общественным проблемам. Так, он предложил распространить действие «закона Димы Яковлева» не только на американских граждан. Кроме того, по мнению политика, чиновникам не следует специально подбирать аудиторию с заранее расписанными ролями при организации «прямых линий» и онлайн-общения с населением страны:

Видел недавно, КАК в регионах подбирают людей для вопросов, хоть оперативные модернизационные группы в области запускай.

В июле 2019 года назначен руководителем Центра информационно-технологической и эксплуатационной поддержки Минздрава России.

В июле 2021 года путем реорганизации создал Центр стратегических инициатив ФМБА (ЦСИ ФМБА).
В июле 2021 года Никита Одинцов в лице директора ЦСИ ФМБА подписал соглашение о взаимодействии в сфере развития здравоохранения и медицинских технологий с генеральным директором Благотворительного фонда содействия реализации программ Лиги здоровья нации Виктором Антюховым (Президент Лео Бокерия).
7 сентября 2021 года заключил договор о взаимном сотрудничестве организаций с генеральным директором «Барс групп» Тимуром Ахмеровым.
Выступил 9 сентября 2021 года на экспертной  сессии «Цифровые социальные инновации в сфере здравоохранения» на IV Форуме социальных инноваций регионов с докладом от АНО «Центр стратегических инициатив ФМБА». В ходе дискуссии речь шла о новых цифровых технологиях, разрабатываемых и применяемых в России.
10 сентября 2021 года ЦСИ ФМБА заключил соглашение о сотрудничестве с Нетрика  (Генеральный директор Артём Мошков).
Заключил соглашение о сотрудничестве ЦСИ ФМБА с крупнейшим поставщиком и разработчиком медицинских информационных решений, компанией «Цифромед» (Совместное предприятие компаний Ростелеком – Фрамстандарт – Ростех).
Участвовал в Международном конгрессе «Цифровая медицина и информационные технологии в здравоохранении. Sechenov Digital Health Summit»/«ЦИФРОАЙТИМЕД».
Заключил соглашение о сотрудничестве ЦСИ ФМБА с лидером в области цифровых решений в сфере бухгалтерского учета и статистики НПЦ «Парус».
На встрече с Вероникой Скворцовой, руководителем Федерального медико-биологического агентства, 16 февраля 2022 года заключили соглашение о взаимодействии ФМБА России и ЦСИ ФМБА .
Подписал соглашения о совместной работе ЦСИ ФМБА и дочерней компании Ростеха «Швабе-Москва».
Также с момента формирования Центром стратегических инициатив ФМБА в лице Никиты Одинцова подписан ряд соглашений с другими крупными участниками отрасли: Ассоциацией охранных структур комплексной защиты институтов бизнеса «Новые системы безопасности», ОАО «Научно-производственное объединение «Химавтоматика», АНО «Консорциум по внешнеэкономической деятельности и международной межгосударственной кооперации в промышленности», ООО «Самарский завод медицинских изделий» , АО «Единая электронная торговая площадка», АО «Центр правовых компетенций», ООО «Биомедпром», АО «Биофармация», АО «РТ-Медицина»
Центр стратегических инициатив ФМБА под руководством Никиты Одинцова сопровождал участие ФМБА России в таких крупных мероприятиях, как: Петербургский международный экономический форум (2022 и 2023 год), Восточный экономический форум (2022 год), Всероссийский форум «Здоровье нации – основа процветания России» (2022 год), выставки в Государственной Думе и в Совете Федерации, приуроченные к 75-летию ФМБА России (2022 год).
В 2022 году Никита Одинцов выступил одним из ключевых организаторов Юбилейного концерта в Государственном Кремлевском Дворце по случаю 75-летия системы Федерального медико-биологического агентства с участием Президента Российской Федерации Владимира Путина. А также участвовал в написании Юбилейной книги ФМБА России.

## Частная жизнь
Женат, шестеро детей.
В апреле 2011 года водрузил флаг Комиссии при Президенте Российской Федерации по модернизации и технологическому развитию экономики России на Северном полюсе.
В социальной сети Twitter является одним из 45 людей, на кого подписан экс-президент РФ Дмитрий Медведев.

## Награды
- Благодарность Президента Российской Федерации за подготовку и проведение Всероссийского форума «Россия, вперед!». Приказ от 02.03.2011 №121-РП.[13]
- Благодарность Министра информатизации и связи Республики Татарстан, ведомственная награда за содействие в организации сбора средств пострадавшим и родственникам погибших в катастрофе теплохода «Булгария».[43]
- Имеет ряд ведомственных Грамот и Благодарностей Министерства здравоохранения Российской Федерации.
- Благодарность Федерального медико-биологического агентства. Приказ от 14.10.2022 №302н.
- Знак отличия Главного управления инновационного развития Министерства обороны Российской Федерации «За заслуги»[44]. Приказ от 19.09.2022 №88.
- Медаль ордена «За заслуги перед Отечеством» II степени, Указ Президента Российской Федерации от 18.09.2023 № 684.[45]
- Благодарность Комитета Государственной Думы Российской Федерации по охране здоровья «За высокий профессионализм, добросовестный труд и большой личный вклад в развитие отечественного здравоохранения»[46]
- Благодарственное письмо Евразийской экономической комиссии «За активное участие в решении задач, стоящих перед Евразийской экономической комиссией, и оказание значительного содействия осуществлению и развитию евразийской интеграции», приказ ЕЭК от 13.12.2023 №31/н[47]
- Благодарственное письмо Президента Российской Федерации за активное участие в организации и проведении президентских выборов 2024 года, письмо от 08.07.2024 №029426[48]